# Nap Lajoie
Napoleon Lajoie (5 de setembro de 1874 – 7 de fevereiro de 1959), também conhecido como Larry Lajoie a apelidado de "The Frenchman", foi um jogador americano de beisebol profissional que atuou como segunda base e jogador-treinador. Jogou na Major League Baseball (MLB) pelo Philadelphia Phillies, Philadelphia Athletics (duas vezes) e Cleveland Naps entre 1896 e 1916. Treinou os Naps de 1905 até 1909.
Lajoie assinou com os Phillies da National League em 1896. No início do século XX, no entanto, a recém surgida American League (AL) estava procurando rivalizar com a supremacia da NL e em 1901, Lajoie e dezenas de ex-jogadores da National League se juntaram à American League. Os clubes da  National League contestavam a legalidade dos contratos assinados por jogador que foram para a outra liga, mas foi permitido que Lajoie jogasse pelos Athletics de Connie Mack. Durante a temporada, Lajoie estabeleceu o recorde em temporada única para média de rebatidas da American League (42,6%).:p.76:p.88 Um ano depois, Lajoie foi para o Cleveland Bronchos onde jogaria até a temporada de 1915 quando retornou para os Athletics. Com o Cleveland, a popularidade de Lajoie levou os locais a escolherem mudar o nome da equipe de Bronchos para Napoleons (encurtado para "Naps"), o que permaneceu até depois da partida de Lajoie de Cleveland e o nome foi mudado para Indians (o nome da equipe até 2021).
Lajoie liderou a AL em média de rebatidas por cinco vezes em sua careira e quatro vezes estabeleceu o recorde de número de rebatidas. Durante vários dos anos com os Naps, ele e Ty Cobb dominaram as categorias de rebatidas da AL e se revezaram nos títulos em rebatidas, mais notadamente em 1910, quando o campeão em rebatidas daquele ano não foi decidido até o último jogo da temporada e após uma investigação feita pelo Presidente da American League Ban Johnson. Em 1914 Lajoie se juntou a Cap Anson e Honus Wagner como os os únicos jogadores das grandes ligas a alcançar a marca de 3.000 rebatidas na carreira. Liderou a NL ou a AL em putouts cinco vezes em sua carreira e três vezes em assistências. Foi chamado de "melhor segunda base na história do beisebol" e "o mais incrível jogador a vestir o uniforme do Cleveland.":p.207 Cy Young disse: "Lajoie era um dos jogadores mais difíceis que já enfrentei. Ele arrancaria sua perna com uma line drive.":p.86 Foi eleito para o National Baseball Hall of Fame em 1937.